# The Night (песня The Animals)
The Night — песня группы The Animals 1983 года. Это первый сингл группы из альбома Ark, записанного во время реюниона группы 1983 года. Авторами песни выступили Эрик Бёрдон и Джон Стерлинг.
Синглу удалось достичь 48 места в чарте Billboard Hot 100 и 34 места в Mainstream Rock Tracks.
Также на эту песню был снят видеоклип, премьера которого состоялась 21 июля 1983 года на канале MTV. В нём снялся весь состав The Animals.

## Участники записи
- Эрик Бёрдон — вокал
- Алан Прайс — клавишные, бэк-вокал
- Хилтон Валентайн — гитара
- Чес Чендлер — бас-гитара, бэк-вокал
- Джон Стил — ударные
- Зут Мани — клавишные
- Стив Грант[англ.] — гитара, синтезатор, бэк-вокал
- Стив Грэгори[англ.] — саксофон
- Ниппи Ноя[англ.] — перкуссия